# FC Fredericia
FC Fredericia er en dansk fodboldklub fra den Østjyske by Fredericia. Klubben spiller i Superligaen fra sæsonen 2025/2026. FC Fredericia blev stiftet den 3. januar 1991 som en overbygning på de to klubber Fredericia KFUM og Fredericia FF. Sidstnævnte valgte dog at trække sig ud af samarbejdet igen i 2003 så FC Fredericia i dag udelukkende er en professionel overbygning på Fredericia KFUM. Umiddelbart har overbygningen dog ellers været succesfuld, da man i Fredericia er gået fra at have et hold i Danmarksserien til at have et i Superligaen. Fans af FC Fredericia ser Vejle Boldklub som deres største rivaler grundet deres geografiske placering nær hinanden og adskillige sæsoner i samme række.[kilde mangler]

## Info

### Trænerstab
| - Cheftræner: Michael Hansen - Assistenttræner: Anders Clausen - Målmandstræner: Maciej "Magic" Wasyniuk - Fysioterapeut: Mie Krog |  | - Massør: Karsten Frandsen - Holdleder: Hans Clausen - Holdleder: Poul Erik Pedersen |  |  |

### Administration
- Direktør: Stig Pedersen

### Stadion
- Monjasa Park, opført 2006
- Kapacitet: 10.000
- Hvoraf ca. 3.000 er overdækkede siddepladser

## Nuværende spillertrup
Oversigten er opdateret til og med 21. Marts 2025'| Nr. | Land     | Position | Spiller                          |
| --- | -------- | -------- | -------------------------------- |
| 1   | Færøerne | MM       | Mattias Lamhauge                 |
| 2   | Danmark  | FO       | Daniel Thøgersen                 |
| 3   | Danmark  | FO       | Adam Nygaard                     |
| 4   | Danmark  | FO       | Jeppe Kudsk                      |
| 5   | Danmark  | FO       | Frederik Rieper                  |
| 6   | Danmark  | MI       | Felix Winther                    |
| 7   | Danmark  | AN       | Gustav Marcussen                 |
| 8   | Danmark  | MI       | Jakob Jessen                     |
| 9   | Danmark  | AN       | Patrick Egelund                  |
| 10  | Danmark  | MI       | Emilio Simonsen                  |
| 11  | Uganda   | MI       | Moses Opondo                     |
| 13  | Danmark  | MI       | William Madsen                   |
| 14  | Danmark  | MI       | Anders Dahl (Lånt fra Silkeborg) |

| Nr. | Land     | Position | Spiller                   |
| --- | -------- | -------- | ------------------------- |
| 15  | Danmark  | FO       | Oscar Fuglsang            |
| 16  | Danmark  | AN       | Asbjørn Bøndergaard       |
| 17  | Island   | FO       | Daníel Freyr Kristjánsson |
| 18  | Danmark  | FO       | Jesper Juelsgård          |
| 19  | Danmark  | AN       | Eskild Dall               |
| 20  | Danmark  | MI       | Daniel Haarbo             |
| 21  | Danmark  | MI       | Jonatan Lindekilde        |
| 22  | Danmark  | AN       | Martin Huldahl            |
| 23  | Danmark  | MM       | Mads Eriksen              |
| 90  | Danmark  | MM       | Valdemar Birksø           |
| 97  | Danmark  | AN       | Oscar Buch                |
| 98  | Albanien | AN       | Agon Mucolli              |
| —   | Danmark  | FO       | Svenn Crone               |

### Tidligere spillere
En oversigt over andre tidligere FC Fredericia spillere:
- Brian Jochumsen (AN)
- Christian Lysemose (MI)
- Mikkel Lindorff (AN)
- Lars Olesen (FO+MI)
- Søren Andersen (MÅ)